# Dicranomyia torticornis
Dicranomyia torticornis är en tvåvingeart som först beskrevs av Alexander 1929.  Dicranomyia torticornis ingår i släktet Dicranomyia och familjen småharkrankar. Inga underarter finns listade i Catalogue of Life.